# Czerwona Wieża (Alanya)
Czerwona Wieża (tr. Kızılkule) - ośmiokątna wieża, znajdująca się w mieście Alanya w południowej Turcji. Wznosi się na wschodniej stronie cypla zamkowego, w pobliżu portu. Jest symbolem miasta, pochodzącym z okresu seldżuckiego.
Wybudowana została na życzenie Sułtana Alaeddina Keykubata w 1226 roku przez twórcę Zamku w Synopie, architekta Ebu Ali Reha el Kettani, pochodzącego z Halepi. W związku z trudnościami napotkanymi przy budowie wyższych części wieży, użyto do jej wykończenia czerwonej cegły, której zawdzięcza ona swą nazwę. Niektóre ze ścian budowane były z marmuru, pochodzącego z pozostałości antycznego miasta.
Wieża wybudowana była w celu obrony portu i stoczni przed atakami od strony morza. Przez setki lat wykorzystywana była przez wojsko. Po renowacjach w latach 1950 i 1979 pierwsze piętro zostało otwarte dla zwiedzających jako Muzeum Etnograficzne.

## Architektura
Każda ze ścian ośmiokątnej wieży ma 12,5 m szerokości, wysokość wieży to 33 m, a średnica - 29 m. 
Wieża ma pięć kondygnacji (wliczając parter). Na samą górę prowadzi 85 kamiennych schodów, na środku wieży znajduje się cysterna na wodę deszczową.